# واکنش آبشاری

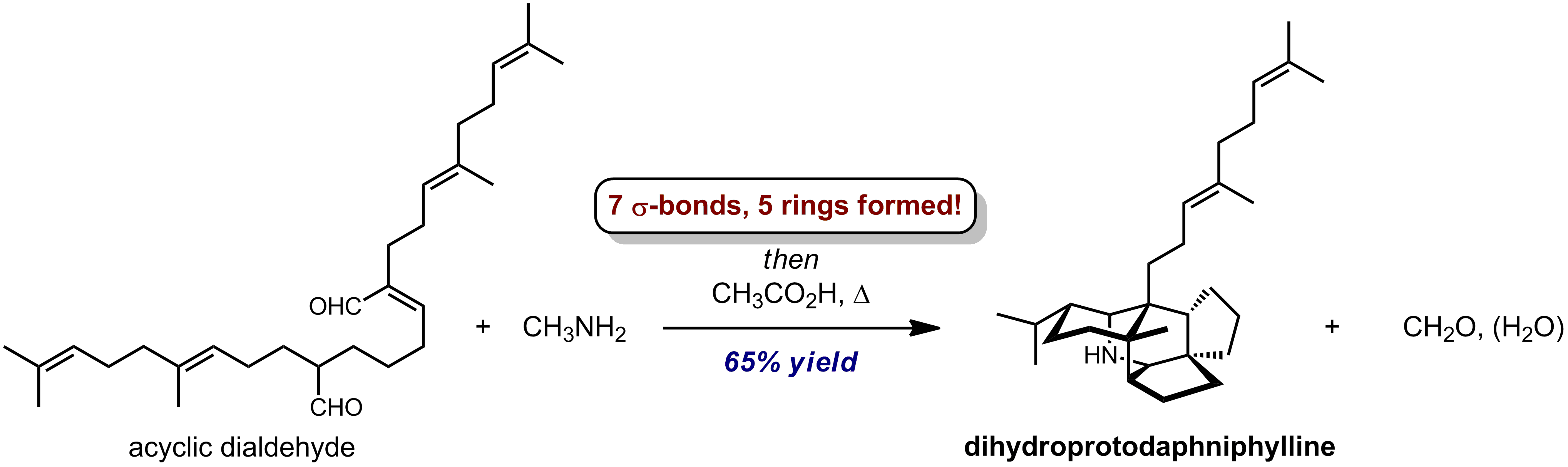
واکنش‌های آبشاری اغلب گام‌های کلیدی در سنتز کل کارآمد محصولات طبیعی پیچیده هستند. گام کلیدی در سنتز دی هیدروپروتودافنی فیلین توسط هیثکاک دارای یک آبشار بسیار کارآمد شامل دو تراکم آلدهید/آمین، چرخه‌سازی شبیه به Prins و انتقال ۱٫۵ هیدرید برای ایجاد یک ساختار پنج حلقه‌ای از یک ماده اولیه غیرحلقه‌ای است.

واکنش آبشاری، که به عنوان واکنش دومینو یا واکنش پشت سر هم شناخته می‌شود، یک فرایند شیمیایی است که حداقل دو واکنش متوالی را شامل می‌شود، به‌طوری که واکنش بعدی تنها به دلیل عملکرد شیمیایی شکل‌گرفته در مرحله پیشین رخ می‌دهد. در واکنش‌های آبشاری، جداسازی واسطه‌ها لازم نیست، زیرا هر واکنشی که دنباله را تشکیل می‌دهد خود به خود رخ می‌دهد. در دقیق‌ترین تعریف این اصطلاح، شرایط واکنش در بین مراحل متوالی یک آبشار تغییر نمی‌کند و پس از مرحله اولیه هیچ واکنشگر جدیدی اضافه نمی‌شود. در مقابل، روش‌های سنتز یکجا به‌طور مشابه اجازه می‌دهند حداقل دو واکنش متوالی و بدون جداسازی واسطه‌ها انجام شوند، اما مانع از افزودن واکنشگرهای جدید یا تغییر شرایط پس از اولین واکنش نمی‌شوند؛ بنابراین، هر واکنش آبشاری نیز یک روش سنتز یکجا است، در حالی که عکس آن صادق نیست. اگرچه اغلب فقط از دگرگونی‌های درون مولکولی تشکیل می‌شود، واکنش‌های آبشاری می‌توانند به صورت بین مولکولی نیز رخ دهند، در این صورت آنها نیز در دسته واکنش‌های چند جزئی قرار می‌گیرند.
اولین نمونه از واکنش‌های آبشاری احتمالاً سنتز تروپینون است که در سال ۱۹۱۷ توسط رابینسون گزارش شد. از آن زمان، استفاده از واکنش‌های آبشاری گسترش یافته‌است. به‌طور مشابه، گسترش روش آلی مبتنی بر آبشار نیز به شدت رشد کرده‌است. این علاقه فزاینده به دنباله‌های آبشاری توسط مقالات مروری مرتبط گوناگون منتشر شده در چند دهه گذشته بازتاب داده شده‌است. یک زمینه رو به رشد متمرکز، گسترش کاتالیز نامتقارن فرایندهای آبشاری با استفاده از کاتالیزورهای آلی کایرال یا کمپلکس‌های فلزی انتقالی کایرال است.